# Almindelig tulipantræ
Almindelig tulipantræ (Liriodendron tulipifera) er et stort, løvfældende træ. Vækstformen er smal og kegleformet i de unge år. Senere bliver den mere uregelmæssig med svære, vandrette grene, der bøjer opad og bærer særskilte småkroner. 

## Beskrivelse
Barken er først glat og olivengrøn med blå dug. Så bliver den brun med hvide korkporer og derefter stribet i brunt-hvidt-grønt. Til sidst er barken grå og furet. Knopperne sidder spredt, og de er flade og andenæb-agtige med farver i rødt, violet, brunt eller grønt, overtrukket med blå dug. 
Bladene er firelappede og helrandede. Oversiden er friskt grøn og blank, mens undersiden er grågrøn med lyse ribber. Høstfarven er gul til orange. Blomsterne ses i juni på særlige skud. De er krukkeformede med blomsterblade, som er grønne inderst, så orange, og så grønne igen yderst. Frugterne er vingede nødder, som sidder i kogleagtige stande langt ud på vinteren. Frøene skal plukkes grønne og sås straks for at kunne spire hos os.
Rodnettet er hjerteformet med dybtgående hovedrødder. Alle rødder er tæt forgrenede.
Højde x bredde og årlig tilvækst: 27 x 10 m (30 x 15 cm/år).

## Hjemsted
Tulipantræet hører hjemme i Appalacherne i det sydøstlige USA, hvor det er skovdannende sammen med andre løvfældende træer på veldrænet, tør bund. 
I Manassas National Battlefield Park i Virginia vokser arten sammen med bl.a. Alleghenybærmispel, tretorn, amerikansk avnbøg, amerikansk blærenød, amerikansk hassel, amerikansk humlebøg, amerikansk kaki, amerikansk nældetræ, amerikansk sassafras, askebladet løn, bitter hickory, blomsterkornel, blyantene, canadisk judastræ, carolinarose, Clematis ochroleuca (en skovranke-art), duftsumak, farveeg, feberbusk, glansbladet hæg, grå valnød, hvid hickory, hvidask, hvideg, hvidelm, klatrevildvin, Lespedeza violacea (en kløverbusk-art), Malus angustifolia (en æble-art), rævevin, rød morbær, rødeg, rødelm, rødløn, skarlageneg, skarlagenhvidtjørn, skovtupelotræ, sommervin, sort hindbær, sort valnød, spansk eg, sumpeg, svinehickory, sølvbladet hortensia, tandpinetræ, Vaccinium pallidum (en bølle-art), Viburnum prunifolium (en kvalkved-art), virginsk troldnød og virginsk sneflokketræ.
- Almindelig tulipantræ - Liriodendren tulipifera
- Frøstand

| Portal | Portal:Botanik |

## Note
1. ↑   For en oversigt over de urteagtige planter i samme plantesamfund, se under kransskønhedsøje
2. ↑  Gary P. Fleming og Allen Belden, Jr.: The Flora of Manassas National Battlefield Park Arkiveret 4. marts 2016 hos  Wayback Machine (engelsk)